# 狮门影视公司
狮门影视公司（英語：Lionsgate Films，前称及）是加拿大-美国地区的一家电影生产/销售工作室，属于狮门娱乐子公司。北美最大和最成功的电影制片厂，其发行的电影系列例如《暮光之城》系列（部分）、《饥饿游戏》系列、《电锯惊魂》系列和《敢死队》系列等。
另外它亦包括其他知名獨立公司發行電影的影碟發行權，例A24、亞馬遜影業等。

## 历史

### Cinépix Film Properties
狮门影视公司前身Cinépix Film Properties（CFP）由约翰·邓宁和安德烈·林克于1962年在蒙特利尔成立，发行英语和法语电影，每年推出十到十二部电影，著名作品有喜剧电影《水牛城66》（Buffalo 66）、文化记录片：《病者：鲍勃·弗拉纳根的生命与死亡，超级性受虐狂》（Sick: The Life & Death of Bob Flanagan, Supermasochist）等。
1997年，Cinépix被狮门娱乐（LGE）收购，1998年1月12日改名为狮门影视公司（Lions Gate Films）。
2000年推出的“《美国狂魔》”（American Psycho）获得票房第一的成绩，此后又推出《男人最痛》（Affliction）、《诸神与魔鬼》（Gods and Monsters）、《怒犯天条》（Dogma）、《恐懼鬥室》系列和迈克尔·摩尔的纪录片《华氏9/11》等卖座电影，一直到2012年的《饥饿游戏》。
《饥饿游戏》在2012年3月23日首映，票房高达6830万美元，居北美票房第一名，其票房总收入达到1.525亿美元。2012年1月13日《暮光之城》系列总票房为4.125亿美元。
2013年1月16日，狮门影视宣布成立由约翰·萨基主管的低成本电影部门，制作成本在250万美元以下的电影。2013年11月22日周四，狮门首映《飢餓遊戲：星火燎原》，北美周末票房收入1.58亿美元，创造了该公司周末票房1.5亿美元的纪录。这部电影受到烂番茄90%的“新鲜”评级认证和IMDB 8.3/10的评级。《飢餓遊戲第三部：自由幻夢(上)》将于2014年11月21日发行。
2014年3月，狮门影视另一个新系列电影《分歧者》第一部首映，这一部反乌托邦的冒险影片高居北美周末票房榜之首，票房高达5600万美元。

## 电影发行商历史
- 法国
  - 新线影业（Metropolitan Filmexport）（2005–至今）
- 澳洲/新西兰
  - Hoyts（2000–2009）
  - 乡村路演影业公司（Village Roadshow Limited）（2009–至今）
- 加拿大
  - 枫树影业公司（Maple Pictures）（2005–2011）[8]
  - 联盟影业公司（Alliance Films）（2011–2013）[8]
  - 娱乐一号公司（Entertainment One）（2013–至今）
- 北欧
  - 诺帝斯克影业公司（Nordisk Film） (2012–至今）[9]

## 备注和参考
1. ↑  . CorporateInformation. Wright Investors Service.   [October 5, 2011]. （原始内容存档于2012-01-14）.
2. 1 2 3  . Funding Universe.   [October 14, 2011]. （原始内容存档于2010-07-03）.
3. ↑  .   [2014-03-28]. （原始内容存档于2021-03-04）.
4. ↑  "Los Angeles Times Lions Gate acquires Summit Entertainment for $412.5 million （页面存档备份，存于） latimes.com, Retrieved on August 15, 2012
5. ↑  DAVE MCNARY "Variety" January 16, 2013 Lionsgate taps Sacchi to head even-lower budget films arm （页面存档备份，存于） variety.com, Retrieved on February 15, 2013
6. ↑  Steinberg, Jacob. . Seeking Alpha.   [28 November 2013]. （原始内容存档于2016-03-03）.
7. ↑  .   [2014-04-30]. （原始内容存档于2017-12-19） （英语）.
8. 1 2  Vlessing, Etan. . The Hollywood Reporter. August 10, 2011  [September 26, 2011]. （原始内容存档于2021-03-22）.
9. ↑  "The Street" LIONSGATE AND NORDISK FILM CONCLUDE LONG-TERM OUTPUT DEAL （页面存档备份，存于） thestreet.com, Retrieved on June 19, 2012